# Garage Inc.
Albums de Metallica
ReLoad
(1997) S&M
(1999)
Singles
1. Turn the Page
Sortie : 16 novembre 1998
2. Whiskey in the Jar
Sortie : 1er février 1999
3. Die, Die My Darling
Sortie : 7 juin 1999

Garage Inc. est un album du groupe de thrash metal américain Metallica. Il a été publié le 24 novembre 1998 sur le label Vertigo Records et a été produit par Bob Rock, James Hetfield et Lars Ulrich. Il est exclusivement constitué de reprises.

## Historique
Le premier disque de cet album fut enregistré en trois semaines et demie dans les The Plant Studios à Sausalito en Californie. Seule la chanson Tuesday's Gone fut enregistrée pendant une émission radio appelée « Don't Call Us, We Call You » le 18 décembre 1997. Cette reprise fut enregistrée avec de nombreux invités dont notamment Gary Rossington, membre de Lynyrd Skynyrd.
L'album présente des reprises de chansons de groupes ou d'artistes qui ont influencé Metallica, y compris de nombreux groupes de la nouvelle vague du mouvement heavy metal britannique, des groupes punk hardcore et des chansons populaires.  Il inclut des reprises, des chansons figurant en B-side, et le EP Garage Days Re-Revisited, qui était épuisé depuis sa sortie originale en 1987.
Le titre est une combinaison de Garage Days Revisited et de leur chanson "Damage, Inc. ", qui figure sur l'album Master of Puppets. La couverture graphique du verso de  l'album s'inspire fortement de l'EP de 1987.
Plus de cinq millions d'exemplaires ont été vendus aux États-Unis (certification par la RIAA) et cet album se classa à la 2e place du Billboard 200. Il se classa à la première place des charts allemands, finlandais, norvégiens et suédois. En France, il se classa à la 9e place des meilleures ventes d'albums et sera récompensé par un disque d'or pour plus de 100 000 albums vendus. En août 2013, l'album s'était vendu à plus de 6 millions d'exemplaires dans le monde.
La chanson Whiskey in the Jar remporta le Grammy Award dans la catégorie Best Hard Rock Performance lors de la 42éme édition des Grammy Award en février 2000.

## Liste des titres

### Disque 1
| No  | Titre                                                   | Auteur                                                     | Durée |
| --- | ------------------------------------------------------- | ---------------------------------------------------------- | ----- |
| 1.  | Free Speech for the Dumb (reprise de Discharge, 1982)   | Garry Maloney, Kelvin Morris, Tony Roberts, Roy Wainwright | 2:36  |
| 2.  | It's Electric (reprise de Diamond Head, 1980)           | Brian Tatler, Sean Harris                                  | 3:34  |
| 3.  | Sabbra Cadabra (reprise de Black Sabbath, 1973)         | Ozzy Osbourne, Tony Iommi, Geezer Butler, Bill Ward        | 6:20  |
| 4.  | Turn the Page (reprise de Bob Seger, 1973)              | Bob Seger                                                  | 6:06  |
| 5.  | Die, Die My Darling (reprise des Misfits, 1984)         | Glenn Danzig                                               | 2:29  |
| 6.  | Loverman (reprise de Nick Cave and The Bad Seeds, 1994) | Nick Cave                                                  | 7:53  |
| 7.  | Mercyful Fate (Meddley de Mercyful Fate, 1982-83)       | King Diamond, Hank Shermann                                | 11:11 |
| 8.  | Astronomy (reprise du Blue Öyster Cult, 1974)           | Albert Bouchard, Joe Bouchard, Sandy Pearlman              | 6:37  |
| 9.  | Whiskey in the Jar (reprise de Thin Lizzy, 1972)        | tra. arr. Eric Bell, Brian Downey, Phil Lynott             | 5:05  |
| 10. | Tuesday's Gone (reprise de Lynyrd Skynyrd, 1973)        | Ronnie Van Zant, Allen Collins                             | 9:06  |
| 11. | The More I See (reprise de Discharge, 1984)             | Maloney, Morris, Peter Purtill, Wainwright                 | 4:49  |

- La chanson Sabbra Cadabra comprend un extrait d'une autre chanson de Black Sabbath, A National Acrobat.
- Le medley de Mercyful Fate est composé des chansons suivantes: Satan's Fall, Curse of the Pharaohs, A Corpse Without Soul, Into the Coven et Evil.

### Disque 2
The $5.98 E.P.: Garage Days Re-Revisited, 1987
| No | Titre                                                     | Auteur                                                  | Durée |
| -- | --------------------------------------------------------- | ------------------------------------------------------- | ----- |
| 1. | Helpless (reprise de Diamond Head, 1980)                  | Harris, Tatler                                          | 6:38  |
| 2. | The Small Hours (reprise d' Holocaust, 1983)              | John Mortimer, John McCullim, Brian Bartley, Ron Levine | 6:43  |
| 3. | The Wait (reprise de Killing Joke, 1980)                  | Jaz Coleman, Kevin Walker, Martin Glover, Paul Ferguson | 4:55  |
| 4. | Crash Course in Brain Surgery (reprise de Budgie, 1974)   | Burke Shelley, Tony Bourge, Ray Phillips                | 3:10  |
| 5. | Last Caress / Green Hell (reprise des Misfits, 1980/1983) | Glenn Danzig                                            | 3:30  |

- Dans les dernières secondes, le groupe joue délibérément faux le riff d'ouverture de "Run To The Hills" d'Iron Maiden".

B-sides du single Creeping Death, 1984
| No | Titre                                      | Auteur                             | Durée |
| -- | ------------------------------------------ | ---------------------------------- | ----- |
| 6. | Am I Evil? (reprise de Diamond Head, 1980) | Harris, Tatler                     | 7:50  |
| 7. | Blitzkrieg (reprise de Blitzkrieg, 1981)   | Ian Jones, Jim Sirotto, Brian Ross | 3:37  |

B-sides & one-offs (1988–1991)
| No  | Titre                                          | Auteur                                                      | Durée |
| --- | ---------------------------------------------- | ----------------------------------------------------------- | ----- |
| 8.  | Breadfan (reprise de Budgie, 1973)             | Shelley, Bourge, Phillips                                   | 5:41  |
| 9.  | The Prince (reprise de Diamond Head, 1980)     | Harris, Tatler                                              | 4:26  |
| 10. | Stone Cold Crazy (reprise de Queen,1974)       | Freddie Mercury, Brian May, John Deacon, Roger Taylor       | 2:19  |
| 11. | So What (reprise de Anti-Nowhere League, 1981) | Nick Kulmer, Chris Exall, Clive Blake                       | 3:09  |
| 12. | Killing Time (reprise de Sweet Savage, 1981)   | Vivian Campbell, Trevor Fleming, Raymond Haller, Davy Bates | 3:04  |

MotörheadAche '95 (B-side du single Hero of the Day en édition limitée)
| No  | Titre                                           | Auteur                                     | Durée |
| --- | ----------------------------------------------- | ------------------------------------------ | ----- |
| 13. | Overkill (reprise de Motörhead, 1979)           | Eddie Clarke, Lemmy Kilmister, Phil Taylor | 4:05  |
| 14. | Damage Case (reprise de Motörhead, 1979)        | Clarke, Kilmister, Taylor, Mick Farren     | 3:40  |
| 15. | Stone Dead Forever (reprise de Motörhead, 1979) | Clarke, Kilmister, Taylor                  | 4:52  |
| 16. | Too Late Too Late (reprise de Motörhead, 1979)  | Clarke, Kilmister, Taylor                  | 3:12  |

## Musiciens
Metallica
- James Hetfield: chant, guitare rythmique, guitare solo sur Whiskey in the Jar
- Lars Ulrich: batterie, percussions
- Kirk Hammett: guitare solo, rythmique et slide
- Jason Newsted: basse, chœurs
- Cliff Burton: basse sur Am I Evil? et Blitzkrieg

Musiciens invités sur Tuesday's Gone
- Pepper Keenan (Corrosion of Conformity): chant
- Jerry Cantrell (Alice in Chains): guitare
- Sean Kinney (Alice in Chains): percussions
- Jim Martin: (ex-Faith No More): guitare
- Gary Rossington (Lynyrd Skynyrd): guitare
- Les Claypool (Primus): banjo
- John Popper (Blues Traveler): harmonica

## Charts et certifications
| Pays                         | Durée du classement | Meilleur classement |
| ---------------------------- | ------------------- | ------------------- |
| Allemagne                    | 43 semaines         | 1er                 |
| Australie                    | 14 semaines         | 2e                  |
| Autriche                     | 27 semaines         | 3e                  |
| Belgique (W)                 | 3 semaines          | 31e                 |
| Belgique (V)                 | 23 semaines         | 9e                  |
| Canada                       | 16 semaines         | 3e                  |
| Espagne                      | 1 semaine           | 84e                 |
| États-Unis                   | 44 semaines         | 2e                  |
| Finlande                     | 24 semaines         | 1er                 |
| France                       | 7 semaines          | 9e                  |
| Norvège                      | 24 semaines         | 1er                 |
| Nouvelle-Zélande             | 13 semaines         | 3e                  |
| Pays-Bas                     | 44 semaines         | 8e                  |
| Royaume-Uni                  | 8 semaines          | 29e                 |
| Royaume-Uni (Rock and Metal) | -                   | 1er                 |
| Suède                        | 26 semaines         | 1er                 |
| Suisse                       | 25 semaines         | 10e                 |

| Pays             | Certification | Ventes     | Date       |
| ---------------- | ------------- | ---------- | ---------- |
| Allemagne        | Platine       | 500 000 +  | 2019       |
| Australie        | Platine       | 70 000 +   | 1998       |
| Autriche         | Or            | 25 000 +   | 17/12/1998 |
| États-Unis       | 5 × Platine   | 5 000 000+ | 27/01/2000 |
| Finlande         | Or            | 27 500 +   | 1998       |
| Nouvelle-Zélande | Platine       | 15 000 +   | 06/12/1998 |
| Royaume-Uni      | Or            | 100 000 +  | 22/07/2013 |
| Suisse           | Or            | 25 000 +   | 1998       |

### Charts singles
Turn the Page
| Chart                   | Durée du classement | Meilleure Position | Date             |
| ----------------------- | ------------------- | ------------------ | ---------------- |
| Bubbling Under Hot 100  | 11 semaines         | 2e                 | 9 janvier 1999   |
| Mainstream Rock Tracks  | 26 semaines         | 1er                | 28 novembre 1998 |
| Modern Rock Tracks      | 2 semaines          | 39e                | 2 janvier 1999   |
| Single Top 100          | 9 semaines          | 23e                | 30 novembre 1998 |
| ARIA Charts             | 11 semaines         | 11e                | 29 novembre 1998 |
| Ö3 Austria Top 40       | 8 semaines          | 19e                | 24 janvier 1999  |
| (V) Ultratop            | 1 semaine           | 33e                | 12 mai 1998      |
| RPM Top Singles         | 9 semaines          | 5e                 | 14 décembre 1998 |
| Suomen virallinen lista | 2 semaines          | 7e                 | 23 novembre 1998 |
| VG-lista                | 4 semaines          | 11e                | 23 novembre 1998 |
| RMNZ Singles Top40      | 3 semaines          | 22e                | 13 décembre 1998 |
| Mega Top 50             | 8 semaines          | 42e                | 5 décembre 1998  |
| Sverigetopplistan       | 13 semaines         | 13e                | 26 novembre 1998 |

Whiskey in the Jar 
| Chart                   | Durée du classement | Meilleure Position | Date               |
| ----------------------- | ------------------- | ------------------ | ------------------ |
| Bubbling Under Hot 100  | 1 semaine           | 42e                | 17 avril 1999      |
| Mainstream Rock Tracks  | 26 semaines         | 4e                 | 6 mars 1999        |
| Single Top 100          | 18 semaines         | 23e                | 29 mars 1999       |
| ARIA Charts             | 9 semaines          | 14e                | 7 mars 1999        |
| Ö3 Austria Top 40       | 8 semaines          | 30e                | 21 mars 1999       |
| (V) Ultratop            | 1 semaine           | 48e                | 6 mars 1999        |
| Suomen virallinen lista | 2 semaines          | 16e                | 1er septembre 2008 |
| VG-lista                | 17 semaines         | 4e                 | 22 février 1999    |
| RMNZ Singles Top40      | 2 semaines          | 41e                | 4 avril 1999       |
| Mega Top 50             | 16 semaines         | 47e                | 7 mars 1999        |
| UK Singles Chart        | 2 semaines          | 29e                | 27 février 1999    |
| Sverigetopplistan       | 17 semaines         | 15e                | 18 mars 1999       |
| Schweizer Hitparade     | 1 semaines          | 55e                | 7 septembre 2008   |

Die, Die My Darling
| Chart                  | Durée du classement | Meilleure Position | Date            |
| ---------------------- | ------------------- | ------------------ | --------------- |
| Mainstream Rock Tracks | 12 semaines         | 26e                | 31 juillet 1999 |